# Sejm confédéré
Une diète confédérée ou sejm confédéré (en polonais : sejm skonfederowany) est, dans la république des Deux Nations  (union du royaume de Pologne et du grand-duché de Lituanie, de 1569 à 1795) du XVIIIe siècle, une diète, c'est-à-dire un parlement, fonctionnant selon un protocole particulier, appelé « confédération ».

## Présentation
Dans la république des Deux Nations, une confédération (konfederacja) est une ligue nobiliaire formée pour s'opposer au roi en place ou à une autre confédération (par exemple : la confédération de Bar, 1768-1772, à l'origine d'une guerre civile impliquant la Russie).
Le concept, ou du moins le mot, est repris pour désigner des procédures permettant un fonctionnement efficace de la Diète, c'est-à-dire du Parlement de la république des Deux Nations, formée par la réunion du roi, du Sénat (Senat, chambre haute, dont les membres ne sont pas élus) et de la Chambre des députés (Izba poselska, formée de députés de la noblesse élus dans les diétines de voïvodie), convoquée en session ordinaire (tous les deux ans) ou extraordinaire. 
Or depuis le XVIIe siècle, les travaux des diètes sont fréquemment perturbés, voire anéantis, par certaines pratiques, notamment le liberum veto. Cette pratique, qui empêche les diètes de légiférer, provoque un affaiblissement du pays et est critiquée par les penseurs politiques éclairés du XVIIIe siècle, mais défendue par bon nombre de nobles, attachés à ce qu'ils appellent la Liberté dorée.
C'est pourquoi, dans certains cas, notamment à partir de 1764, année de l'élection du roi Stanislas II Auguste, certaines diètes sont tenues selon les règles de la confédération : les décisions sont alors prises à la majorité des votes exprimés par les membres de la diète.
Exemples de diètes confédérées : 
- la diète de convocation (1764), qui conduit à l'élection de Stanislas II et suspend le liberum veto[4] ;
- la diète de Repnine (1767-1768), qui, curieusement, rétablit le liberum veto ;
- la Grande Diète (1788-1792), qui met en place la constitution du 3 mai 1791 ;
- la Confédération générale du Royaume de Pologne (1812), se réclame de la Pologne d'avant les partages, qu'elle entend restaurer.